# Zoran Pavlovič
Zoran Pavlovič (Tuzla, 27 giugno 1976) è un ex calciatore sloveno, di ruolo centrocampista.

## Carriera

### Club
Nato a Tuzla nella Repubblica Socialista Federale di Jugoslavia (oggi in Bosnia ed Erzegovina), iniziò la sua carriera nel Rudar Velenje. In seguito giocò nel Dinamo Zagabria, nell'Austria Vienna, nel Vorskla, nell'Olimpia Lubiana, nel Nafta e nell'Interblock Lubiana. Per la stagione 2008-2009 e per pochi mesi della stagione seguente, giocò e capitanò il Maribor. Quindi lasciò il club. In seguito firmò un contratto con il Drava Ptuji, facendo poche presenze prima di lasciarlo.

### Nazionale
Pavlovič giocò 21 partite nella nazionale slovena e partecipò all'Euro 2000 e alla Coppa del Mondo FIFA del 2002.

## Palmarès

### Club
- Coppa di Slovenia: 2

Rudar Velenje: 1997-1998
Maribor: 2009-2010
- Campionato croato: 1

Dinamo Zagabria: 1999-2000
- Campionato sloveno: 1

Maribor: 2008-2009